# Mediocalcar congestum
Mediocalcar congestum är en orkidéart som beskrevs av André Schuiteman. Mediocalcar congestum ingår i släktet Mediocalcar och familjen orkidéer.
Artens utbredningsområde är Papua Nya Guinea. Inga underarter finns listade i Catalogue of Life.